# 独流镇
独流镇，是中华人民共和国天津市静海区下辖的一个乡镇级行政单位。位于静海区北部。东接本区良王庄乡，西靠本区台头镇，南邻本区驻地静海镇，北依西青区辛口镇。
独流镇因独流老醋而闻名全国。

## 历史沿革
据静海县志记载，独流地处九河下梢，始建于宋辽对峙期。因海河流域的子牙河、大清河、南运河三河汇集到此，合为一流，由此而得名——独流。宋代曾设独流东寨、独流北寨。明永乐二年1404年，大兴屯田，渐成集镇。清朝中期设独流地练。1923年置独流镇，属静海县第五区。1948年12月设独流市，属静海县。1949年12月改独流区，1950年8月改第三区。1958年8月建东风公社，1961年5月改独流公社。1965年3月复置独流镇。1983年改独流公社为北肖楼乡。1996年，独流镇面积27.2平方千米，人口2万人，辖团结、友好、义和、民生、工商、和平、民主、生产、建设、胜利10个行政村；北肖楼乡面积30.8平方千米，人口1.4万人，辖王庄子、南肖楼、北肖楼、尚庄子、北刘、杜家咀、下圈、十一堡、九十堡、风仪、八堡、七堡、李家湾子、六堡14个行政村。2001年8月，撤销北肖楼乡，并入独流镇，并划入原府君庙乡的王家营、冯家、刘家营、苟家营4个村。

## 行政区划
独流镇下辖以下地区：
团结街村、友好街村、义和街村、工商街村、民生街村、和平街村、民主街村、生产街村、胜利街村、建设街村、王庄子村、南肖楼村、北肖楼村、尚庄子村、北刘村、杜家咀村、下圈村、十一堡村、九十堡村、凤仪村、八堡村、七堡村、李家湾子村、六堡村、冯家村、刘家营村、苟家营村和王家营村。

## 特产
独流老醋历史悠久，以特有的酿制工艺和品味与山西陈醋、镇江米醋并称为我国三大名醋，古镇独流因此有“醋乡”之称。天立独流老醋始创于康熙年间（1665年），鼎盛于清乾隆年间，至今已有三百多年的历史。传说清朝乾隆皇帝沿运河下江南，曾泊船独流，岸上阵阵醋香飘来，登岸品尝，果然风味绝佳。从此，独流老醋便成了贡品，每年腊月送往北京。清光绪三十一年（1905）成书的《直隶全省商务概况》中就有“天津府静海县独流醋行销天津、河南、山东……”的记载。

## 相关报道
2017年1月，《新京报》曝光了独流镇几十家调料造假窝点生产的大量假冒劣质调料流向全国许多地区，这种造假现象已持续了10多年，引起官方和民众的关注。